# جمعية الإصلاح الاجتماعي الخيرية (اليمن)
جمعية الإصلاح الاجتماعي الخيري هي جمعية أهلية خيرية في اليمن تأسست في مارس عام 1990م على أيدي نخبة من المتطوعين والشخصيات الاجتماعية كمنظمة خيرية غير حكومية تسعى لتقديم خدماتها وفق خطط مدروسة لتكون بذلك همزة وصل بين المانحين والمستفيدين، تعد أحد المؤسسات المعتمدة من برنامج الغذاء العالمي التابع للأمم المتحدة، وعضو إدارة المعلومات الخاصة بالمنظمات غير الحكومية بالأمم المتحدة DPI وحصلت الجمعية على شهادة الجودة العالمية ISO 9001-2008

## أهداف الجمعية
تسعى جمعية الإصلاح الاجتماعي الخيرية لتحقيق أهدافها بنجاح ومن هذه الأهداف ما يلي:
- إحياء روح التكافل في المجتمع.
- تقديم الرعاية الاجتماعية والتعليمية والصحية للمستفيدين.
- المساهمة في إغاثة المتضررين من الكوارث.
- مكافحة الفقر والحد من انتشاره.
- تنفيذ ودعم برامج ومشروعات التنمية المستدامة التي تحقق عائداً اقتصادياً واكتفاءً ذاتياً للأفراد والأسر الفقيرة.
- المساهمة في تمكين المرأة وتنمية مهاراتها المختلفة.
- الاهتمام بالطفولة والشباب والعمل على تنمية قدراتهم ومهاراتهم.

## مجالات العمل
ويتضمن كل مجال على عدد من المشاريع الموسمية والدائمة التي تقدم الخدمات المختلفة للمستفيدين

### مجال التنمية المستدامة
-برنامج نما للتمويل الأصغر.
-المشاريع المدرة للدخل.
- المشاريع الإنشائية والتنموية.
- تدريب وتأهيل العاملين والمتطوعين.

### مجال رعاية الطفولة والشباب
- مشروع كفالة ورعاية الأيتام
- مشروع بدائل لعمل الأطفال عبر التعليم والخدمات المستدامة (أكسس مينا).
- مجلة أسامة

### المجال الصحي
- المرافق الصحية.
- خدمات الصحة النفسية.
- مشروع القوافل الصحية.
- برنامج مكافحة الايدز.
- المخيمات الطبية.
- مشروع الصحة الإنجابية وتنظيم الأسرة.
- مشروع الخدمات الصحية للاجئين الصومال.
- برنامج مكافحة مرض السوداء.
- مشروع التدخلات التغذوية العلاجية المجتمعية.
- مشروع كفالة ذوي الأمراض المزمنة.
- مشروع الدعم الدوائي للمريض الفقير.
- مشروع صرف أجهزة سحب السائل الدماغي.

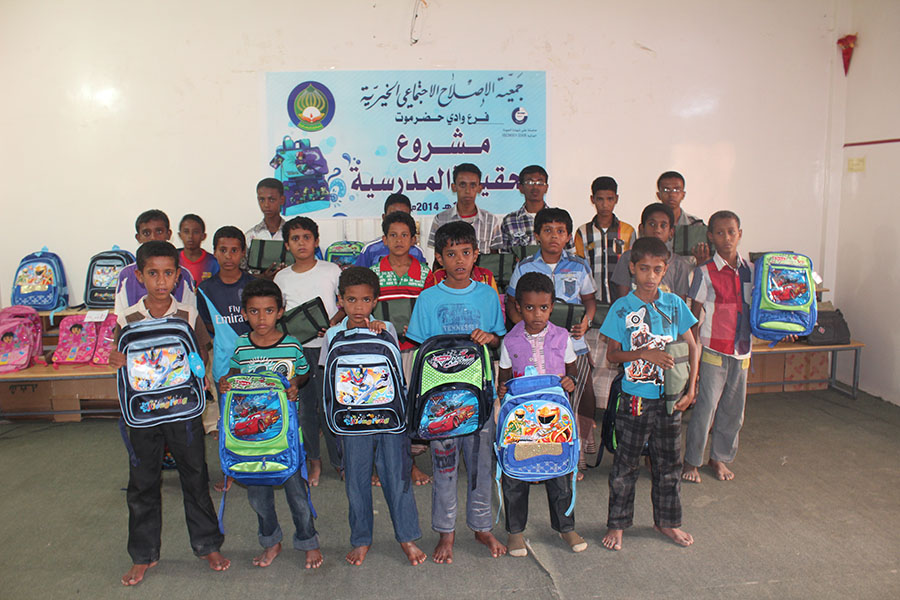
جانب من نشاطات الجمعية

### المجال التعليمي
- مشروع كفالة طالب العلم.
- مشروع توزيع الحقيبة المدرسية.
- توزيع المصحف الشريف.
- مشروع المراكز المهارية خلال عطلة الصيف.
- إنشاء مراكز للتدريب المهني

### المجال الاجتماعي
- مشاريع الخير الرمضانية: (إفطار الصائم – توزيع المواد الغذائية – توزيع كسوة وهدية العيد ).
- مشروع كفالة الأسر الفقيرة.
- مشروع توزيع لحوم الأضاحي.
- مشروع تيسير الزواج.
- مشروع إصلاح نزلاء السجون.
- مشروع توزيع كسوة الشتاء.

### مجال الإغاثة الطارئة
- داخلياً (إغاثة المتضررين من السيول في محافظتي حضرموت والمهرة – إغاثة المتضررين من أحداث صعدة)
- خارجياً (إغاثة المتضررين من الحصار في غزة - تنفيذ العديد من حملات الإغاثة للاجئين السوريين في تركيا ولبنان والأردن )

### مجال تنمية الأسرة
- الخدمات الاجتماعية.
- الخدمات التعليمية والتثقيفية.
- الخدمات الصحية.
- التدريب والتأهيل.

## العمل المؤسسي
عملت الجمعية منذ نشأتها على الاستفادة من الطاقات والإمكانيات البشرية والمادية وتوجيه كل ذلك نحو خدمة العمل الخيري المنظم، وتستند الجمعية في نظامها الإداري إلى هيكل تنظيمي يتميز بوضوح الاختصاصات وتوزيع المهام كما تعتمد في تنفيذ مشروعاتها وبرامجها على التخطيط السليم المدروس مستثمرة كل الخبرات في تطوير مجالات أعمالها الخيرية المختلفة بالإضافة إلى تدريب وتأهيل كوادرها للارتقاء بهم وتشجيعهم على الإبداع والإتقان في أدائهم الوظيفي وفق تقييم دقيق لكافة الفروع والوحدات الإدارية.

## الفروع واللجان
عملت الجمعية على تكوين الفروع واللجان التابعة لها في مديريات ومحافظات الجمهورية حيث بلغ عددها حتى عام 2008م (23) فرعاً و(26) لجنة.

## علاقات الجمعية داخلياً وخارجياً
للجمعية تعاون مستمر وجهود مشتركة مع الجهات الرسمية والشعبية إضافة إلى علاقاتها المتميزة بالهيئات والمنظمات العربية والدولية داخل الوطن وخارجه، الأمر الذي جعل لها حضوراً ملموساً في كثير من الفعاليات والأنشطة الخيرية والإنسانية، مما أهلها لتكون عضواً استشارياً في المجلس الاجتماعي والاقتصادي بالأمم المتحدة، وعضواً في إدارة المعلومات العامة للمنظمات غير الحكومية التابعة للأمم المتحدة كما حصلت على العضوية في العديد من المنظمات والشبكات العربية والدولية العاملة في مختلف مجالات العمل الإنساني والطوعي.

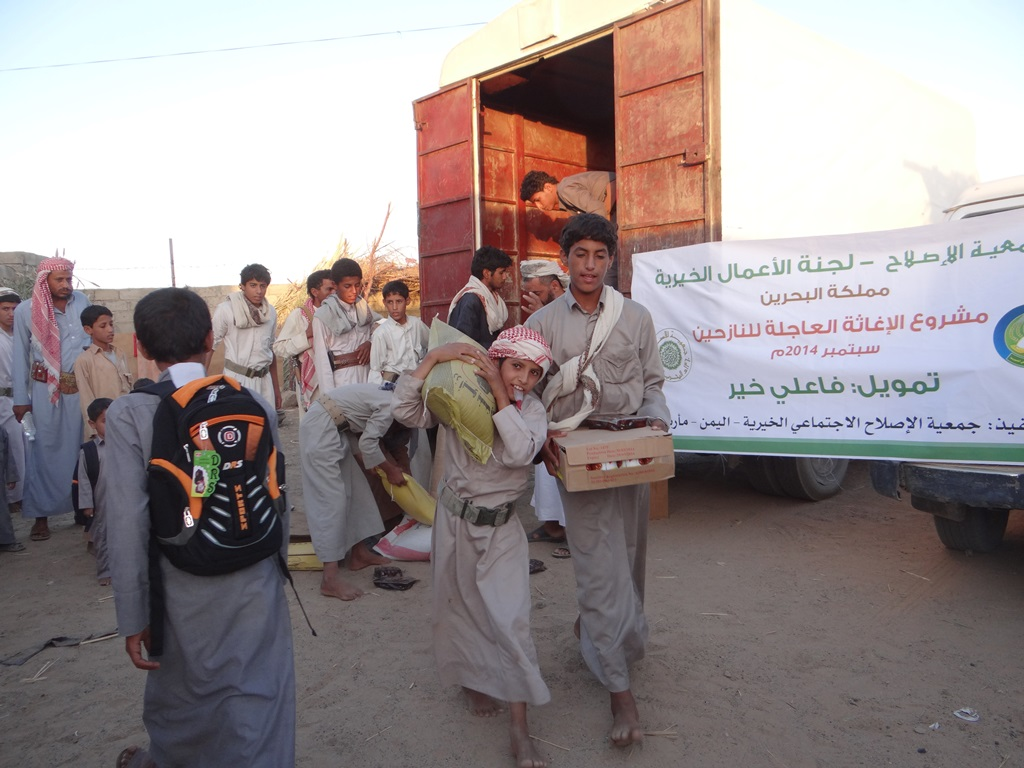
مشروع إغاثة محافظة مأرب باليمن

## الجوائز
حصلت الجمعية على جائزة الشارقة وكذلك حصلت مستشفى الأمل للطب النفسي والتابعة الجمعية على جائزة الشيخ فهد الأحمد الصباح

## عضويات
تعتبر جمعية الإصلاح الاجتماعي الخيرية شريك فاعل مع منظمة اليونسيف،  بالإضافة إلى عضويات أخرى:
- عضوية الجمعية في الاتحاد العربي للعمل التطوعي.[10]
- تعتبر الجمعية شريك فاعل مع منظمة الأمم المتحدة لشؤون اللاجئين UNHCR[11]
- تعتبر الجمعية شريك فاعل مع مكتب شؤون اللاجئين اوتشا OCHA التابع للأمم المتحدة.[12]
- عضو إدارة المعلومات الخاصة بالمنظمات غير الحكومية بالأمم المتحدة DPI[13]
- عضو المجلس الإسلامي العالمي للدعوة والإغاثة – مصر [14]
- عضو الشبكة العربية للمنظمات الأهلية – مصر [15]
- عضو استشاري في منظمة التعاون الإسلامي – السعودية [16]
- عضو المجلس الأعلى بالندوة العالمية للشباب الإسلامي – السعودية[17]
- عضو شبكة المنظمات التنموية غير الحكومية العاملة في مجال مكافحة مرض الإسيكوسرياس NGDO
- عضو لجنة الأسرة العربية بجامعة الدول العربية.
- عضو المنتدى الإنساني العالمي – بريطانيا
- عضو منظمة الأسرة العربية – لبنان
- عضو هيئة التنسيق للمنظمات غير الحكومية اليمنية.
- عضو مجلس إدارة الصندوق الاجتماعي للتنمية – اليمن
- عضو استشاري في المجلس الاقتصادي والاجتماعي التابع للأمم المتحدة ECOSSC
- عضو مجلس إدارة الأشغال العامة – اليمن
- عضو مؤسس في منتدى منظمات المجتمع المدني للتنمية – اليمن
- عضو اللجنة الوطنية للتنسيق للمنحة العالمية لمكافحة السل والملاريا GLOBOL FAND- اليمن
- عضو اللجنة الوطنية للتخلي عن ختان الإناث – اليمن
- عضو المنتدى الإنساني – اليمن

## وصلات خارجية
- https://csswyemen.org/
- الجمعية تساعد الاقلية اليهودية اليمنية في عيد الفصح
- يمن تايمز تنشر حول نشاط أقامته الجمعية في محافظة شبوة اليمن